# Mathieu Turi
Pour les articles homonymes, voir Turi.
Mathieu Turi est un réalisateur et scénariste français, né le 17 janvier 1987 à Cannes (Alpes-Maritimes).

## Biographie
Mathieu Turi entre, en 2005, à l'École supérieure de réalisation audiovisuelle pour étudier la réalisation cinématographique.

### Carrière
Après les études et des courts métrages primés tels que Sons of Chaos et Broken, Mathieu Turi devient assistant-réalisateur de Quentin Tarantino pour son film Inglourious Basterds (2009) et, entre-autres, Guy Ritchie pour Sherlock Holmes : Jeu d'ombres (2011) ou Luc Besson pour Lucy (2014).
Sous l’œil productif de Xavier Gens qui a « trouvé, dans le scénario une histoire profondément humaine, un nouveau regard sur le genre et une créature encore jamais vue au cinéma », il écrit et tourne en 2016 son premier long métrage d'horreur post-apocalyptique Hostile en langue anglaise.
Il tourne par la suite Méandre, une série B d'horreur avec Gaia Weiss.
Son troisième long métrage, Gueules noires, réunit Samuel Le Bihan, Amir El Kacem et Thomas Solivérès.

## Filmographie

### En tant que réalisateur

#### Courts métrages
- 2011 : Sons of Chaos
- 2013 : Broken

#### Longs métrages
- 2017 : Hostile
- 2020 : Méandre
- 2023 : Gueules noires

Prochainement
- 2026 : Watch Dogs live action movie
- Date Inconnue : A Plague Tale

### En tant qu'assistant-réalisateur

#### Longs métrages
- 2009 : Inglourious Basterds de Quentin Tarantino (assistant-réalisateur "complémentaire" non crédité)
- 2009 : G.I. Joe : Le Réveil du Cobra (G.I. Joe: The Rise of Cobra') de Stephen Sommers (assistant-producteur "complémentaire" )
- 2010 : Au-delà (Hereafter) de Clint Eastwood (assistant-réalisateur "crowd")
- 2011 : Sherlock Holmes : Jeu d'ombres (Sherlock Holmes: A Game of Shadows) de Guy Ritchie (assistant-réalisateur "crowd")
- 2012 : The ABCs of Death de divers réalisateurs (premier assistant-réalisateur)
- 2013 : Red 2 de Dean Parisot (assistant-réalisateur "crowd")
- 2014 : Mea Culpa de Fred Cavayé (assistant-réalisateur "crowd")
- 2014 : 3 Days to Kill de McG (troisième assistant-réalisateur "complémentaire")
- 2014 : Magic in the Moonlight de Woody Allen (troisième assistant-réalisateur "complémentaire")
- 2014 : Lucy de Luc Besson (assistant-réalisateur "complémentaire")
- 2014 : Les Recettes du bonheur (The Hundred-Foot Journey) de Lasse Hallström (troisième assistant-réalisateur "complémentaire")
- 2015 : The Moon and the Sun de Sean McNamara (assistant-réalisateur "crowd")
- 2016 : Bastille Day de James Watkins (assistant-réalisateur "crowd")
- 2016 : Our Kind of Traitor de Susanna White (assistant-réalisateur "crowd")

#### Séries télévisées
- 2010 : Gossip Girl (deux épisodes) (assistant-réalisateur "crowd")
- 2013 : Jo (un épisode) (assistant-réalisateur "crowd")
- 2014 : Rosemary's Baby (deux épisodes) (assistant-réalisateur "crowd")
- 2015 : Casanova de Jean-Pierre Jeunet (assistant-réalisateur "crowd")

### En tant que scénariste
- 2011 : Sons of Chaos de lui-même (court-métrage)
- 2013 : Broken de lui-même (court-métrage)
- 2017 : Hostile de lui-même
- 2020 : Méandre de lui-même

### En tant que producteur
- 2011 : Sons of Chaos de lui-même (court-métrage)
- 2013 : Broken de lui-même (court-métrage)
- 2017 : Hostile de lui-même

## Distinctions

### Récompenses
- Si vous ne connaissez pas le sujet, laissez ce bandeau (vous pouvez alors contacter les auteurs).
- Si vous supprimez le contenu mis en cause (vous pouvez préalablement contacter les auteurs),

argumentez précisément cette suppression dans la page de discussion
(un manque de référence n'est pas un argument ; une recherche réelle de référence doit avoir été effectuée, être formellement documentée).
- Accolade Competition 2013 : Meilleur court-métrage Broken[5]
- The IndieFest Film Awards 2013 : Meilleur court-métrage Broken[6]
- Festival international du film fantastique de Neuchâtel 2017 : Prix de la jeunesse Denis-de-Rougemont Hostile[7]
- Trieste Science+Fiction Festival 2017 : Nocturno Nuove Visioni Award Hostile[8]
- FilmQuest 2017 : Meilleur film étranger Hostile[9]
- Buenos Aires Rojo Sangre 2017 : Meilleur scénario Hostile[10]
- Fantastic Planet Film Festival 2017 : Meilleur film Hostile[11]
- Fantastic Planet Film Festival 2017 : Meilleur réalisateur Hostile[11]
- Freak Show Horror Film Festival 2017 : Prix du jury Hostile[12]
- Hollywood Verge Film Awards 2017 : Meilleur film de science-fiction Hostile[13]
- New York City Horror Film Festival 2017 : Meilleur film de science-fiction Hostile[14]
- South African Horror Fest 2017 : Meilleur film Hostile[15]
- Tri-cities International Fantastic Film Festival 2017 : Meilleur film de science-fiction Hostile
- Tucson Terror Fest 2017 : Meilleur film d'horreur Hostile[16]
- Phoenix Film Festival Melbourne 2018 : Meilleur film d'horreur Hostile
- Macabro Film Festival 2018 : Prix de la presse Hostile[17]
- LUSCA Fantastic Film Fest 2020 : Meilleur film international Méandre[18]
- Trieste Science+Fiction Festival 2020 : Nocturno Nuove Visioni Award Méandre[19]
- New York City Horror Film Festival 2020 : Meilleur film de science-fiction Méandre[20]
- New York City Horror Film Festival 2020 : Meilleur réalisateur Méandre[20]
- Nightmares Film Festival 2020 : Meilleur réalisateur Méandre[21]
- Bilbao Fantasy Film Festival 2021 : Meilleur film Méandre[22]
- Celludroid Film Festival 2021 : Meilleur film Méandre[23]
- Celludroid Film Festival 2021 : Meilleur scénario Méandre[23]

### Sélections & Nominations
- 2300 Plan 9 2011 : Meilleur court-métrage Sons of Chaos
- Festival international du film fantastique Tri-Cities 2011 : Meilleur court-métrage Sons of Chaos
- Festival international du film de Catalogne 2011 : Meilleur court-métrage Sons of Chaos
- ShockerFest 2011 : Meilleur court-métrage Sons of Chaos
- Festival international du court-métrage de Landshut 2012 : Prix du Jury pour Sons of Chaos
- Festival international du court-métrage de Pentedattilo 2013 : Meilleur court-métrage Broken
- Festival international du film de Catalogne 2017 : Meilleur choix du public